# 툼 레이더 (2018년 영화)
《툼 레이더》(영어: Tomb Raider)는 2018년 공개된 영국, 미국의 액션 모험 영화이다. 로아르 우테우가 감독, 제네바 로버트슨 드워렛이 각본을 썼다. 크리스털 다이내믹스 사의 2013년 동명의 비디오 게임을 원작으로 하고 있으며, 툼 레이더 영화 시리즈의 리부트 작품이다. 이 영화에는 알리시아 비칸데르, 도미닉 웨스트, 월턴 고긴스, 오언조와 크리스틴 스콧 토마스와 출연한다. 본 촬영은 2017년 1월부터 6월까지 영국의 워너브라더스 스튜디오와 남아프리카의 케이프타운에서 진행되었다.
이 영화는 당초 파라마운트 픽처스 배급이었지만, 워너 브라더스 배급으로 변경되어 2018년 3월 14일 영국, 2018년 3월 16일 미국에서 RealD, IMAX 3D와 IMAX로 개봉되었다.

## 배역
- 알리시아 비칸데르 - 라라 크로프트[8]
  - 메이지 드 프레이타스 (Maisy De Freitas) - 어린 시절의 라라
  - 에밀리 케리 - 14세의 라라
- 월턴 고긴스 - 마티아스 보겔 신부[9]
- 오언조 - 루 렌, 라라 크로프트가 그의 아버지를 찾는데 도움을 주는 배의 선장.[10]
- 도미닉 웨스트 - 리처드 크로프트 경, 라라의 사망한 아버지이자 고고학자.[10]
- 해나 존케이먼 - 소피, 라라의 룸메이트이자 절친[11]
- 앤토니오 에이킬 - 니틴, 라라의 친구.[12]
- 크리스틴 스콧 토마스 - 애나 밀러
- 닉 프로스트 - 맥스
- 알렉상드르 빌라우메
- 마이클 오비오라 - 백스터 역

## 제작
2011년에, GK 필름스는 영화에 대한 권리를 획득했고 본편의 줄거리를 리부트하여 개봉하기로 계획했다. 크리스털 다이나믹스의 대표 대럴 갤러거(Darrell Gallagher)는 버라이어티지에서 그 영화가 어린 시절의 라라에 초점을 맞출 것이라는 걸 밝혔다. 2013년 3월 27일에 메트로 골드윈 메이어(통칭 MGM)와 GK 필름스가 영화 제작 파트너쉽을 맺을 것이라는 것이 알려졌다. GK 필름스의 설립자 그레이엄 킹이 제작을 맡을 것이고 영화 기획에 즉시 착수할 것임을 알렸다. 2013년 6월 12일, MGM은 각본가로 마티 녹슨을 택했다. 2015년 2월 25일, Deadline.com은 워너 브라더스(통칭 WB)가 MGM과 함께 영화 제작에 팀업을 이루고 에번 도허티가 각본을 쓸 것임을 보도했다. 2015년 11월 17일에 노르웨이 출신 감독 로아르 우테우가 툼 레이더 프랜차이즈의 첫 영화의 감독으로 내정되었고, 제니바 로버트슨드워렛과 이전에 툼 레이더 각본 작업을 했던 마크 퍼거스(Mark Fergus)와 호크 오츠비(Hawk Ostby)가 각본을 위해 고용되었다. 2016년 3월에 감독은 오리진 이야기부터 시작하여, 2013년 비디오 게임을 기반으로 할 것임을 확인해주었다. 2016년 3월 10일, Deadline.com은 WB와 MGM이 주인공 역을 맡을 여배우를 물색하고 있고 《스타워즈: 깨어난 포스》의 스타 배우 데이지 리들리가 해당 역할 후보 목록에 있다고 보도하였다. 이후 4월 28일, 할리우드 리포터가 알리시아 비칸데르가 주인공 역을 맡기로 계약했음을 확인하였다. 2016년 12월에 월턴 고긴스가 악역을 맡기로 캐스팅되었음이 확인되었다. 고긴스는 이 영화의 줄거리를 "《레이더스》가 조지프 콘래드의 소설 《Victory: An Island Tale》 장르와의 만남"이라고 칭했다. 2017년 1월 11일, 버라이어티지는 오언조가 아버지를 찾는 라라 크로프트의 여정에 합류한 배의 선장 루 렌 역에 캐스팅되었음이 보도되었다. 2017년 1월 27일, 도미닉 웨스트가 라라의 사망한 아버지이자 고고학자인 리처드 크로프트 경으로 캐스팅되었다. 2017년 4월, 해나 존카먼이 출연진으로 합류했다. 2017년 6월 영국 출신 배우 앤토니오 에이킬이 라라의 친구인 니틴 역으로 영화에 합류하게 되었음이 알려졌다.
본 촬영은 2017년 1월 23일 남아프리카 공화국의 케이프타운에서 시작됐고 2017년 6월 9일 워너 브라더스 사의 리브즈든 스튜디오에서 끝이 났다.

## 같이 보기
- 비디오 게임을 원작으로 한 영화 목록